# Podocarpus tepuiensis
Podocarpus tepuiensis är en barrträdart som beskrevs av J.T. Buchholz och Netta Elizabeth Gray. Podocarpus tepuiensis ingår i släktet Podocarpus och familjen Podocarpaceae. IUCN kategoriserar arten globalt som livskraftig. Inga underarter finns listade i Catalogue of Life.